# Jeux d'Enfants
Jeux d'Enfants, franska ”Barns lekar”, är en balett i en akt av Léonide Massine. Den hade urpremiär i Monte Carlo den 14 april 1932.

## Handling
Baletten handlar om några leksaker som får liv, och ett barn som söker få ta del i deras hemliga liv.
Vid premiären dansades barnets roll av den ryska ballerinan Tatiana Rjabusjinskaja.